# Terweł
Terweł (bułg. Тервел, w polskiej literaturze historycznej notowana jest także forma imienia Terwel) – chan Bułgarii w latach 701–718. Syn Asparucha z rodu Dulo.

## Wyprawa na Konstantynopol
Zaraz na początku swego panowania Terweł poparł obalonego cesarza bizantyńskiego Justyniana II. Justynian II został pozbawiony władzy w 695 roku, zwycięzcy obcięli mu nos, co zapewniło mu u potomności przydomek Rinotmetos i zesłali do Chersonezu. Ani okrutne okaleczenie, ani odległe zesłanie nie odebrały mu energii, po kilku latach więzienia zbiegł na dwór kagana chazarskiego, a gdy ten chciał go wydać poselstwu bizantyńskiemu, uciekł do Pliski, na dwór chana Terweła. Wydaje się, że pomiędzy Bułgarami nie było jednomyślności, co do poparcia Justyniana, inskrypcja z Madary mówi bowiem: Moi wujowie spod Sołunia nie dali wiary beznosemu cesarzowi i odjechali do Kisyńskich Siół. Jeśli słuszna jest identyfikacja wujów spod Sołunia z Kuberem od 685 roku mieszkającym ze swym ludem w przyłączonym do Bułgarii kraju nad Timokiem, to prawdopodobnie inskrypcja przekazuje echa konfliktu pomiędzy Kuberem a Terwełem.
Ostatecznie jesienią 705 roku Terweł wyruszył na czele piętnastotysięcznej armii bułgarsko-słowiańskiej na Konstantynopol. Mury stolicy Cesarstwa były zdolne oprzeć się liczniejszym napastnikom. Obrońcy, czując się za nimi całkiem bezpieczni drwili sobie z Justyniania i jego dynastycznych roszczeń. Justynian był jednak człowiekiem wielkiej energii. Czwartej nocy od rozpoczęcia oblężenia z kilkoma śmiałkami wczołgał się do miasta przez rurę miejskiego akweduktu. Jego pojawienie się w mieście sparaliżowało obrońców. Cesarz Tyberiusz III uciekł z miasta, a Justynian ponownie zajął pałac na Blanchernach. Po odzyskaniu tronu Justynian II okazał się hojny dla swoich dobroczyńców. Wznowił wypłatę trybutu, którą Konstantyn IV zobowiązał się wypłacać Bułgarii, a Terweł na znak specjalnego wyróżnienia otrzymał tytuł cezara. Nie uprawniał on wprawdzie chana do udziału w rządzeniu Cesarstwem, ale zapewniał mu honory równe cesarskim. Po raz pierwszy został przyznany obcemu księciu. Przed powrotem do Bułgarii, hojnie obdarowany Terweł przyjął, jako nowo kreowany cezar hołdy od mieszkańców i wojska. Jako zapłatę za oddane usługi pozwolono mu też włączyć do Bułgarii małą dzielnicę Zagoria (między wschodnią częścią Starej Płaniny a Strandżą) wraz z Zatoką Burgaską.

## Wojny z Bizancjum
W trzy lata później Justynian zwrócił się przeciw swym dawnym bułgarskim sprzymierzeńcom i na czele silnej armii wylądował w Anchialos (obecnie Pomorie). Terweł niespodziewanie zaatakował zgromadzone pod Anchialos wojska i całkowicie rozgromił Bizantyńczyków. Przyczyna konfliktu nie jest znana.
W ostatnich dniach 709 lub na początku 710 roku wybuchło w Bizancjum powstanie przeciw Justynianowi II. W styczniu 711 roku miasto otwarło swe bramy przed uzurpatorem Bardanesem. Terweł wysłał na pomoc cesarzowi kilkutysięczny oddział wojska, który na wieść o śmierci Justyniana II zawrócił do Bułgarii. Nie przeszkodziło to chanowi ogłosić się w następnym roku mścicielem zgładzonego cesarza i najechać Cesarstwo. Wojska Terweła spustoszyły Trację i dotarły bez przeszkód pod sam Konstantynopol. Bardanes próbował ściągnąć na pomoc oddziały z temu Opsykion, te jednak zbuntowały się przeciwko cesarzowi. Terweł poprzestał na splądrowaniu i zniszczeniu bogatych willi podmiejskich i wycofał się przed nadciągającymi wojskami buntowników. W czerwcu 713 roku Bardanes został zdetronizowany i oślepiony, a władzę objął kandydat armii Anastazjusz II. Prawdopodobnie, wykorzystując zamęt w Cesarstwie, Terweł zdobył znajdującą się w bizantyńskich rękach Warnę. Chcąc zapobiec niespodziewanemu atakowi floty bizantyńskiej nakazał usypać wzdłuż południowego brzegu Zatoki Warneńskiej ogromne wały ziemne – wysokie na 6 metrów i długie na 3 kilometry.

## Traktat pokojowy
Pod koniec 715 roku po trwającej pół roku wojnie domowej miejsce Anastazjusza II zajął Teodozjusz III. Wykorzystując trudne położenie Cesarstwa zagrożonego przez Arabów, Terweł po raz kolejny wyprawił się na Konstantynopol. Teodozjusz poprosił o pokój. Traktat pokojowy, którego treść przekazał nam Teofanes, zawierał 4 punkty:
- Linię graniczną między obu państwami wytyczono wzdłuż linii ufortyfikowanej później przez Bułgarów i znanej jako Wielki Mur, ciągnącej się od Zatoki Burgaskiej do Maricy na odcinku między Philipopolis a Adrianopolem.
- Cesarz miał dostarczać Bułgarom roczną daninę w skórach i kosztownych szatach o wartości 30 funtów złota.
- Obie strony zobowiązywały się do wymiany jeńców i ekstradycji zbiegów.
- Wraz z traktatem pokojowym oba państwa zawarły traktat handlowy. Zezwalał on na swobodne poruszanie się i uprawianie handlu wymiennego pomiędzy Bułgarią a Bizancjum pod warunkiem, że kupcy (emporeuomenoi) będą zaopatrzeni w dokumenty, a skrzynie z towarami w plomby.

Traktat miał fundamentalne znaczenie ekonomiczne dla młodego państwa bułgarskiego. Pozwolił Bułgarom odgrywać coraz aktywniejszą rolę w eksporcie trackiego zboża do miast bizantyńskich, głównie na wybrzeżu Morza Czarnego, oraz na import wyrobów z Konstantynopola i krajów śródziemnomorskich na Bałkany.

## Schyłek panowania
W 717 roku Leon III Izauryjczyk obalił cesarza Teodozjusza. Na dworze chana bułgarskiego pojawił się poprzedni władca bizantyjski Anastazjusz. Terweł udzielił mu swego poparcia. Leon niezbyt jeszcze pewnie władający Cesarstwem, a nadto zagrożony przez Arabów, ratyfikował traktat z Bułgarią z 716 roku, a Terweł cofnął swoje poparcie dla Anastazjusza.
1 września 717 roku flota arabska stanęła u wejścia do Złotego Rogu. Rozpoczęło się drugie wielkie oblężenie Konstantynopola przez Arabów. Ataki arabskie rozbijały się o potężne mury miasta, a flocie bizantyjskiej udało się przy pomocy ognia greckiego zadać dotkliwe straty okrętom nieprzyjaciela. W dodatku zima z 717 na 718 była wyjątkowo ostra, wielu Arabów padło jej ofiarą. Jeszcze większe szkody w ludziach wyrządził towarzyszący jej głód. Terweł, wezwany przez cesarza na pomoc, lojalnie pospieszył swemu sprzymierzeńcowi z odsieczą. Spadł na nie spodziewających się ataku Arabów, zadając im poważne straty. Według Teofanesa wymordował około 20 tysięcy Arabów i z bogatym łupem powrócił do siebie. Ostatecznie 15 sierpnia 718 roku wódz arabski Maslama ibn Abd al-Malik odstąpił od oblężenia.
Po 718 roku informacje o chanie Terwelu w źródłach bizantyjskich urywają się, urywają się też informacje o Bułgarii na około 40 lat. Daje to części historyków (Ostrogorski, Lang, Wasilewski) asumpt do datowania śmierci Terweła na rok 718. Inni, którzy opierają się na Imienniku chanów protobułgarskich wedle którego Terweł rządził 21 lat, datują koniec jego panowania na 721 lub 722 rok. Zważywszy jednak na to, że liczb podanych w Imienniku nie da się pogodzić z danymi pochodzącymi z innych źródeł, historycy ci uznając wiarygodność Imiennika w tym miejscu muszą mu jej odmówić w innym. Jeszcze inni przesuwają koniec panowania Terweła na rok 715 biorąc za podstawę okoliczność, że traktat z 716 roku zawierał w imieniu Bułgarii nie Terweł, a Kormesij, którego uznają za następcę Terweła.
Paisij Chilendarski, autor osiemnastowiecznej Historii słowianobułgarskiej, utrzymuje, że Terweł złożył władzę i dokończył życia jako mnich w klasztorze w Ochrydzie. Trudno tę informację, ze względu na jej późne pochodzenie, łączyć z żywotem Terweła, wiąże się z nią jednak inne interesujące zagadnienie: związków Terweła z chrześcijaństwem. Niewątpliwie chrześcijaninem był jego dziad Kubrat. Odnaleziono też pieczęć z wyobrażeniem Terweła, krzyżem i wezwaniem: Bogurodzico pomagaj cezarowi Terwełowi.

## Zabytki związane z Terwełem
Oprócz wspomnianych już umocnień wokół Warny z panowaniem Terweła łączy się początki najstarszego zespołu pałacowego w Plisce. W obrębie zewnętrznych wałów ziemnych usypanych jeszcze za panowania Asparucha wyrósł masywny mur z olbrzymich bloków kamiennych z okrągłymi bastionami na rogach, blankami oraz rozmieszczonymi w pewnych odstępach wieżami pięciobocznymi. Do środka wiodły cztery potężne bramy. W środku za kolejnym, tym razem ceglanym murem znajdowała się prywatna rezydencja chana: pałac z cegły na kamiennych fundamentach z drewnianymi balkonami. Całość musiała powstać zdaniem badaczy w pierwszych dziesięcioleciach VIII wieku.
Drugim ważnym zabytkiem związanym z Terwełem jest monumentalna rzeźba Jeźdźca z Madary. Wprawdzie w tym przypadku o dokładne datowanie powstania zabytku jeszcze trudniej. Wiele jednak wskazuje na to, że może ona być interpretowana jako wyraz tryumfu władcy bułgarskiego i nawiązywać do osadzenia na tronie cesarskim Justyniana II w 705 roku. Znajdująca się obok płaskorzeźby jeźdźca przebijającego włócznią lwa inskrypcja głosi: Cesarz Justynian zawarł traktat i spróbował … u Bułgarów … i przybył do Terweła. Moi wujowie spod Sołunia nie dali wiary beznosemu cesarzowi i odjechali do Kisyńskich Siół … archont Terweł zgodnie z umową dał cesarzowi … 5000 … Cesarz [dzięki mnie] odniósł godne zwycięstwo.

## Recepcja panowania Terweła
Współcześni historycy podobnie jak dawni Bułgarzy szczególną wagę przywiązują do wydarzeń 705 roku: Bułgarzy w ciągu ćwierćwiecza, między rokiem 680 a 705, nie tylko przesunęli się od ujścia Dunaju po Bosfor i cesarską stolicę, lecz uświadomili sobie, że mogą teraz intronizować czy detronizować cesarzy bizantyjskich. Albo jeszcze bardziej dobitniej:  W czasie jego panowania wykrystalizował się też jeden z celów polityki zagranicznej państwa bułgarskiego: zdobycie stolicy Bizancjum. Podnoszona jest również kwestia znaczenia dla stabilizacji państwa traktatu pokojowego, a szczególnie jego klauzul handlowych dla młodego organizmu państwa bułgarskiego. Wreszcie podkreśla się udział Terweła w powstrzymaniu inwazji Arabów na Europę.